# Norbert Sinn
Norbert Sinn (* 19. August 1953 in Wien) ist ein Offizier des Österreichischen Bundesheeres im Range eines Generalmajors. Zuletzt war er Kommandant der Theresianischen Militärakademie.

## Leben
Norbert Sinn wurde am 19. August 1953 in Wien geboren und kam nach der Absolvierung der Theresianische Militärakademie 1975 zum Heeresaufklärungsbataillon. 1982 bis 1985 absolvierte er den Generalstabskurs. Anschließend war er in der Führungsabteilung des Landesverteidigungsministeriums mit operativer Führung, umfassender Landesverteidigung, staatlichem Krisenmanagement und Fragen des Kulturgüterschutzes betraut.
Er war auch Kommandant des Panzerartilleriebataillons 3 in Allentsteig.
1995 wurde Norbert Sinn zum Leiter der Adjutantur im Bundesministerium für Landesverteidigung und Sport und ab Frühjahr 2001 war der Generalstabsoffizier als Stabschef der österreichischen Militärmission in Brüssel eingesetzt. Im September 2001 wurde er Adjutant des österreichischen Bundespräsidenten Thomas Klestil.
Am 29. November 2003 übernahm er das Kommando der Theresianischen Militärakademie von seinem Vorgänger General Karl-Heinz Fitzal.
2013 ging er in den Ruhestand.

## Sonstiges
Norbert Sinn wohnt in Dürnkrut, ist verheiratet und Vater von drei Kindern.

## Auszeichnungen und Ehrenzeichen (Auszug)
- Wehrdienstzeichen 3. Klasse
- Wehrdienstzeichen 2. Klasse
- Wehrdienstzeichen 1. Klasse
- Wehrdienstmedaille in Bronze
- Großoffizier des Verdienstordens der Italienischen Republik
- Großoffizier des Ordens des Infanten Dom Henrique